# Georges Gorse

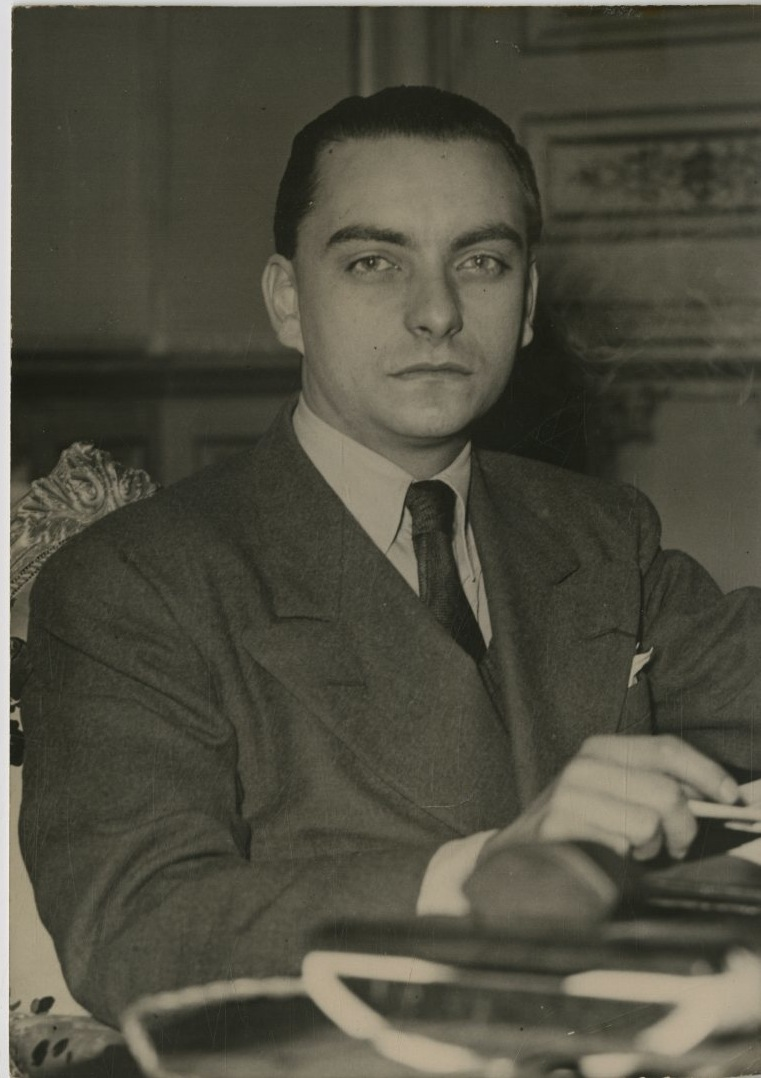
Georges Gorse (um 1950)

Georges Gorse (* 15. Februar 1915 in Cahors, Département Lot; † 17. März 2002 in Paris) war ein französischer Politiker der Section française de l’Internationale ouvrière (SFIO), der Union pour la Nouvelle République (UNR) sowie der Rassemblement pour la République (RPR), der zwischen 1946 und 1951 Mitglied der Nationalversammlung sowie zeitweise Unterstaatssekretär war. Später war er von 1957 bis 1959 Botschafter in Tunesien sowie zwischen Mai 1961 und Mai 1962 Staatssekretär im Außenministerium.
Er war anschließend Minister für Zusammenarbeit, zwischen 1963 und 1967 Botschafter in Algerien und von April 1967 bis Mai 1968 Informationsminister sowie danach erneut Mitglied der Nationalversammlung. Nachdem er von April 1973 bis Mai 1974 Minister für Arbeit, Beschäftigung und Bevölkerung war, gehörte er bis 1997 wieder der Nationalversammlung als Mitglied an. Darüber hinaus fungierte er zwischen 1971 und 1991 als Bürgermeister von Boulogne-Billancourt.

## Leben

### Lehrer, Zweiter Weltkrieg und Mitarbeiter de Gaulles
Gorse wurde bereits 1920 als Fünfjähriger Vollwaise und wuchs bei seinen Großeltern mütterlicherseits in Nantes und im Département Vendée auf. Nach dem Besuch des renommierten Lycée Louis-le-Grand begann er 1936 ein Studium an der École normale supérieure in Paris und nahm nach der Agrégation eine Tätigkeit als Lehrer am Französischen Gymnasium in Ägypten auf, ehe er zwischen 1939 und 1940 als Maître de conférences eine Lehrtätigkeit an der Universität Kairo wahrnahm. 
Im Juni 1940 schloss sich Gorse der von Charles de Gaulle gegründeten Forces françaises libres (FFL) an und wurde bald darauf Leiter der Informationsabteilung der Delegation des Freien Frankreichs im Nahen Osten. Im Januar 1943 gab er diese Tätigkeit auf und unternahm eine diplomatische Missionsreise für das Freie Frankreich in die Sowjetunion. Im Dezember 1943 wurde er von de Gaulle, der mittlerweile alleiniger Präsident des Komitees für die Nationale Befreiung CFLN (Comité français de la Libération nationale) war, in dessen Kabinettsbüro berufen. Zu dieser Zeit wurde er von de Gaulle nach der Bestätigung durch die Provisorische Beratende Versammlung (Assemblée consultative provisoire) des Freien Frankreich zum Mitglied des aus sechs Mitgliedern bestehenden Rates des Ordre de la Libération berufen. Nach der Befreiung von Paris begleitete er de Gaulle auch bei dessen Parade über die Avenue des Champs-Élysées. Für seine Verdienste im Widerstand gegen die deutsche Besatzungsmacht wurde ihm die Médaille de la Résistance verliehen.

### Nachkriegszeit und Vierte Republik

#### Mitglied der Verfassunggebenden Versammlungen
In der Nachkriegszeit schloss sich Gorse jedoch zunächst nicht den gaullistischen Parteien und Bewegungen an, sondern der sozialistischen Section française de l’Internationale ouvrière (SFIO). Er kandidierte auf der Liste der SFIO bei den Wahlen zur ersten Nationalen Verfassunggebenden Versammlung (Assemblée nationale Constituante) am 21. Oktober 1945 im Département Vendée und wurde mit 33.139 der 198.130 abgegebenen Stimmen gewählt. Während seiner Parlamentszugehörigkeit war er zwischen 1945 und 1951 Mitglied des Auswärtigen Ausschusses (Commission des affaires étrangères) sowie von Oktober 1945 bis Juni 1946 auch Mitglied des Ausschusses für Justiz und allgemeine Gesetzgebung (Commission de la justice et de la législation générale).
Bei den Wahlen zur zweiten Nationalen Verfassunggebenden Versammlung vom 2. Juni 1946 kandidierte er abermals auf der Liste der SFIO in diesem Département. Dabei wurde er mit 31.001 der 204.174 abgegebenen Stimmen nur knapp vor der Bewerberin der Parti communiste français (PCF) und Bürgermeisterin von Les Sables-d’Olonne, Odette Roux, wiedergewählt, die er mit nur 613 Stimmen schlagen konnte.

#### Mitglied der Nationalversammlung und Unterstaatssekretär
Er stimmte für die Verfassung vom 13. Oktober 1946, die nach ihrer Annahme in einer Volksabstimmung zur Gründung der Vierten Französischen Republik am 21. Oktober 1946 führte. Bei den daraufhin am 10. November 1946 stattgefundenen Wahlen zur ersten Nationalversammlung der Vierten Republik wurde er für die SFIO im Département Vendée abermals zum Abgeordneten gewählt. Während der Legislaturperiode von November 1946 bis Juni 1951 war er Mitglied des Presseausschusses (Commission de la Presse) sowie des Ausschusses für die Überseegebiete (Commission des territoires d’outre-mer).
Am 20. Dezember 1946 wurde Gorse von Premierminister Léon Blum als Unterstaatssekretär für muslimische Angelegenheiten (Sous-secrétaire d’Etat aux affaires musulmanes) in dessen dritte Regierung, der er bis zum 22. Januar 1947 angehörte. In dieser Funktion war er verantwortlich für Maßnahmen für die arabischen Bevölkerungsgruppen. Später wurde er 1948 Richter am Obersten Justizgericht (Haute Cour de justice), der zu zwei Dritteln aus Abgeordneten und einem Drittel aus anderen Personen bestand. 
Premierminister Georges Bidault ernannte ihn am 28. Oktober 1949 zum Unterstaatssekretär im Ministerium für die Überseegebiete (Sous-secrétaire d’Etat à la France d’outre-mer) in dessen zweiter Regierung. In diesem Amt verblieb er bis zum 7. Februar 1950 und war 1950 zeitweilig auch stellvertretender Delegierter Frankreichs in der Generalversammlung der Vereinten Nationen.

#### Wahlniederlagen 1951 und 1956
Bei den Wahlen vom 17. Juni 1951 erlitt Gorse eine Niederlage und schied aus der Nationalversammlung aus, nachdem er nur 19,9 Prozent der 195.103 abgegebenen Wählerstimmen erhalten hatte. Drei Tage vor der Wahl sprach er sich gegen den Versuch der bürgerlichen beziehungsweise gaullistischen Parteien Mouvement républicain populaire (MRP), Parti républicain de la liberté (PRL) und Rassemblement du peuple français (RPF) aus, seine Wiederwahl mit Hilfe der Kirche zu verhindern.
Am 12. Juli 1952 wurde Gorse von der Nationalversammlung zum Mitglied des Rates der Union française gewählt, eine im Zuge der Dekolonisation nach dem Zweiten Weltkrieg 1946 gegründete Organisation mit dem Ziel, das Kolonialreich Frankreichs nach dem Vorbild des britischen Commonwealth of Nations umzugestalten.
Seine Kandidatur bei den Wahlen vom 2. Januar 1956 war erneut erfolglos. Zwar konnte er diesmal 38.685 der 210.841 abgegebenen Stimmen (17 Prozent) erzielen, allerdings fielen alle Mandate an die bürgerlich-gaullistischen Parteien. 

#### Botschafter in Tunesien
Einige Zeit später war er 1956 aufgrund seiner Kenntnisse Organisator eines Besuchs von Außenminister Christian Pineau in Kairo, wo dieser in seiner Begleitung den Präsidenten Ägyptens, Gamal Abdel Nasser, traf. Kurz darauf bereitete er auch die ersten Treffen zwischen der Regierung von Premierminister Guy Mollet und der algerischen Befreiungsbewegung Nationale Befreiungsfront FLN (Front de Libération Nationale) vor.
Am 23. Januar 1957 wurde Gorse von Premierminister Mollet zum Botschafter in Tunesien ernannt, nachdem dieses am 20. März 1956 von Frankreich in die Unabhängigkeit entlassen wurde. Während seiner dortigen Tätigkeit wurde Habib Bourguiba nach der Absetzung von Lamine Bey am 25. Juli 1957 erster Präsident der Tunesischen Republik. Am 8. Februar 1958 kam es zum Angriff auf Sakhiet Sidi Youssef, bei dem französische Kampfflugzeuge das tunesische Dorf bombardiert haben, nachdem französische Flugzeuge in Grenznähe beschossen worden waren. 79 Menschen, ausschließlich Zivilisten, sterben bei dem Angriff. Daraufhin wurde er zunächst als Botschafter nach Paris zurückgerufen, ehe er am 23. Juni 1958 von Premierminister de Gaulle als Botschafter nach Tunesien zurückgesandt wurde. Er verblieb auf diesem Posten bis November 1959.

### Fünfte Republik

#### Staatssekretär, Minister und Botschafter in Algerien
Am 18. Mai 1961 wurde Gorse von Premierminister Michel Debré zum Staatssekretär im Außenministerium (Secrétaire d’État aux Affaires étrangères) in dessen Kabinett berufen. In diesem Amt verblieb er auch in der darauf folgenden ersten Regierung von Premierminister Georges Pompidou vom 14. April bis zum 16. Mai 1962. Am 8. Dezember 1961 verlieh ihm der Präsident von Dahomey Coutoucou Hubert Maga den Titel als Großoffizier des Nationalordens von Dahomey.
Im Rahmen einer Regierungsumbildung übernahm er daraufhin am 16. Mai 1962 von Pierre Pflimlin das Amt des Ministers für Zusammenarbeit (Ministre de la Coopération) und bekleidete diese Funktion bis zum Ende der ersten Regierung Pompidou am 28. November 1962.
Staatspräsident Charles de Gaulle ernannte Gorse am 18. Januar 1963 als Nachfolger von Jean-Marcel Jeanneney zum Botschafter in Algerien. Er bekleidete dieses Amt bis 1967 und wurde am 17. Mai 1967 von Pierre de Leusse abgelöst.

#### Mitglied der Nationalversammlung und Informationsminister im vierten Kabinett Pompidou
Gorse, der mittlerweile aus der SFIO ausgetreten war, wurde als Kandidat der gaullistischen Union des Démocrates pour la Ve République (UDR) bei den Wahlen vom 12. März 1967 im zehnten Wahlkreis des Département Hauts-de-Seine wieder zum Mitglied der Nationalversammlung gewählt.
Nachdem Gorse, der am 6. April 1967 zunächst Mitglied des Ausschusses für nationale Verteidigung und Streitkräfte (Commission de la défense nationale et des forces armées) wurde, am 7. April 1967 von Premierminister Pompidou am 7. April 1967 als Informationsminister (Ministre de l’Information ) in dessen vierte Regierung berufen worden war, legte er am 7. Mai 1967 sein Abgeordnetenmandat nieder. In diese Zeit fiel auch die Affäre des „Québec Libre“. De Gaulle wollte an der 100-Jahr-Feier der Nation in Kanada und der Weltausstellung 1967 teilnehmen, provozierte jedoch die Empörung der Föderalisten, als er in Montréal vor einer Menge von 100.000 Einwohnern Québecs ausrief: „Es lebe das freie Québec!“ („Vive le Québec libre!“), begleitet von allgemeinem, großem Beifall. Dies löste eine Regierungskrise in Kanada aus. Gorse bestätigte daraufhin als Informationsminister und Regierungssprecher in einer an die Veröffentlichung der Erklärung gekoppelte Pressekonferenz, dass die Position, die der Staatspräsident in Québec bezogen hatte, die einhellige der französischen Regierung sei.
Nach den Studentenunruhen vom Mai 1968 trat er am 31. Mai 1968 von seinem Ministeramt zurück und wurde durch Yves Guéna abgelöst.

#### Wiederwahlen 1968 und 1973 sowie Bürgermeister von Boulogne-Billancourt
Nachdem die Nationalversammlung wegen der Unruhen aufgelöst wurde und am 30. Juni 1968 deshalb vorzeitig Neuwahlen stattfanden, kandidierte Gorse für die Union pour la défense de la République (UDR) abermals im zehnten Wahlkreis des Département Hauts-de-Seine. Nach seinem Wiedereinzug in das Palais Bourbon wurde er am 13. Juli 1968 Mitglied des Auswärtigen Ausschusses und gehörte diesem bis zum Ende der vierten Legislaturperiode am 1. April 1973 an. 
Während dieser Zeit trat Gorse für die Aufnahme von Beziehungen zur Deutschen Demokratischen Republikein. Durch seine Kontakte kam es am 25. Juni 1970 in seiner Pariser Privatwohnung zu einem Treffen zwischen Außenminister Maurice Schumann und Hermann Axen, der als Mitglied des Politbüros des ZK der SED für Internationale Beziehungen zuständig war. Das Gespräch fand damit knapp eine Woche vor einem Treffen von Staatspräsident Georges Pompidou mit Bundeskanzler Willy Brandt statt. Im Dezember 1970 unternahm er eine eigene Reise in die DDR. In einem Artikel in der Tageszeitung Le Monde vom 24. Februar 1971 forderte er die Anerkennung der DDR.
Zwischenzeitlich wurde Gorse am 21. März 1971 auch erstmals zum Bürgermeister von Boulogne-Billancourt gewählt und löste damit Albert Agogué von der SFIO ab, der dieses Amt seit 1965 bekleidete. Nach mehrmaligen Wiederwahlen übte er die Funktion als Bürgermeister 20 Jahre lang aus und wurde schließlich am 21. Mai 1991 von Paul Graziani abgelöst.
Bei den Wahlen zur Nationalversammlung vom 11. März 1973 wurde Gorse für die Union des démocrates pour la République (UDR) im zehnten Wahlkreis des Département Hauts-de-Seine erneut zum Mitglied der Nationalversammlung gewählt und auch wieder Mitglied des Auswärtigen Ausschusses.

#### Minister für Arbeit, Beschäftigung und Bevölkerung 1973 bis 1974
Am 6. April 1973 berief Premierminister Pierre Messmer Gorse als Minister für Arbeit, Beschäftigung und Bevölkerung (Ministre du Travail, de l’Emploi et de la Population) in dessen zweites Kabinett berufen, woraufhin er am 5. Mai 1973 sein Mandat in der Nationalversammlung niederlegte. Das Amt des Ministers für Arbeit, Beschäftigung und Bevölkerung bekleidete er auch vom 28. Februar bis zum 28. Mai 1974 auch in der dritten Regierung Messmer.
In seiner Amtszeit brachte Gorse mehrere Gesetzesentwürfe ein wie zum Beispiel zur Änderung des Arbeitsgesetzes bezüglich der Kündigung unbefristeter Arbeitsverträge (25. April 1973), zur Bekämpfung des Handels mit Arbeitskräften (10. Mai 1973), zur Verbesserung von Arbeitsbedingungen (2. Oktober 1973), zur Zeichnung oder zum Erwerb von Aktien von Unternehmen durch ihre Arbeitnehmer (2. Oktober 1973), zu den Bedingungen zur Bildung von Betriebsräten oder Benennung von Vertrauensleuten in Unternehmen (4. Oktober 1973) sowie zur Sicherstellung von gerichtlichen Vergleichen, der Liquidation von Vermögenswerten und Zahlungen von Ansprüchen aus Arbeitsverträgen (17. Oktober 1973).

#### Mitglied der Nationalversammlung 1978 bis 1997
Bei den Wahlen vom 19. März 1978 wurde Gorse als Kandidat der Rassemblement pour la République (RPF) im zehnten Wahlkreis des Département Hauts-de-Seine erneut zum Mitglied der Nationalversammlung gewählt. Im Anschluss wurde er am 6. April 1978 wieder Mitglied des Auswärtigen Ausschusses sowie am 24. Januar 1979 auch Mitglied eines Sonderausschusses zur Untersuchung der Entwicklung der direkten Kommunalsteuern.
Am 14. Juni 1981 wurde er für die RPR als Abgeordneter wiedergewählt und vertrat auch in der siebten Legislaturperiode den zehnten Wahlkreis des Département Hauts-de-Seine. Nach seinem Wiedereinzug in das Palais Bourbon wurde er am 4. Juli 1981 abermals Mitglied des Auswärtigen Ausschusses. Auch bei den Wahlen vom 16. März 1986 wurde Gorse für die RPR im zehnten Wahlkreis des Département Hauts-de-Seine zum Mitglied der Nationalversammlung wiedergewählt und am 5. April 1986 auch wieder Mitglied des Auswärtigen Ausschusses. 
Gorse wurde am 5. Juni 1988 für die RPR erneut zum Mitglied der Nationalversammlung gewählt, wobei er nunmehr den neunten Wahlkreis des Département Hauts-de-Seine vertrat. Auch in dieser neunten Legislaturperiode wurde er am 25. Juni 1988 Mitglied des Auswärtigen Ausschusses. Zuletzt wurde er bei den Wahlen vom 21. März 1993 für die RPR im neunten Wahlkreis des Département Hauts-de-Seine wieder zum Mitglied der Nationalversammlung gewählt. Nach seinem Wiedereinzug in das Palais Bourbon wurde er auch diesmal am 8. April 1993 wieder Mitglied des Auswärtigen Ausschusses. Er gehörte der Nationalversammlung bis zum Ende der zehnten Legislaturperiode am 21. April 1997 an.
Aus seiner 1942 mit der Journalistin und Romanautorin Nadine Gelat geschlossenen Ehe gingen drei Kinder hervor.
Ihm zu Ehren wurde in Boulogne-Billancourt das Veranstaltungszentrum Centre Georges Gorse benannt.